# Nylands militärlän
Nylands militärlän (finska: Uudenmaan sotilaslääni) var ett finländskt militärlän under Västra försvarsområdet, som bildades den 1 januari 1993 genom en sammanslagning av de östra och västra Nylands militärdistrikt. Militärlänet avvecklades den 31 december 2007, då dess uppgifter överfördes till det nybildade Södra Finland militärlän. Nylands militärlän bestod av verksamhetsområdena för Nylands förbund och Östra Nylands förbund, förutom Helsingfors militärlän.
Detta var tredje gången militärlänet grundades. Under samma namn hade det tidigare funnits åren 1932–1939 och 1952–1966.

## Befälhavare
Följande personer fungerade som militärlänets befälhavare:
- överste Erkki Silvo, 1 januari 1993 – 30 november 1994
- brigadgeneral Olli Heiskanen, 1 december 1994 – 31 december 1997
- överste Jarmo Myyrä, 1 januari 1998 – 30 april 2003
- överste Kari Kasurinen, 1 maj 2003 – 30 juni 2006
- överste Esko Vainio, 1 juli 2006 – 31 december 2007